# Zrození kliniky
Zrození kliniky je kniha, kterou napsal francouzský filozof Michel Foucault (1926–1984). Kniha je označována jako pokračování Foucaultovy knihy Dějiny šílenství, zároveň také tvoří přechod k jeho pozdějším dílům, především dílu Slova a věci. Kniha vyšla ve Francii poprvé v roce 1963 u nakladatelství Presses Universitaires de France pod názvem Naissance de la clinique.
Foucault se v této knize zaměřuje na období přelomu 18. a 19. století, kdy se medicína postupně ustanovuje jako věda. Zaměřuje se zde především na zásadní okamžik v dějinách západní medicíny, kdy vzniká moderní klinika. V knize nejde o dějiny medicíny, ale Focault zde analyzuje smysl a strukturu klinické zkušenosti, které se utvářela právě v 18. století.
V tomto období 18. století dochází v medicíně k různým mutacím a proměnám. Do oblasti zájmu se dostává tělo, které má být zkoumáno a mapováno. Lékařské znalosti se začínají zaměřovat na přesnost, která byla dříve výsadou matematiky. Lékaři začínají popisovat nové jevy, které do této chvíle nepopsal nikdo. Foucault nám chce v této knize ukázat původ našich současných představ o zdraví a nemoci, o životě a smrti.

## Struktura knihy
- Předmluva
- Prostory a třídy
- Politické vědomí
- Volné pole
- Stáří kliniky
- Lekce nemocnic
- Znaky a případy
- Vidět, vědět
- Otevřete nějaké mrtvoly
- Viditelné neviditelné
- Krize horeček
- Závěr
- Bibliografie

| „ | Tato kniha pojednává o prostoru, řeči a smrti, pojednává o pohledu. | “ |

Před velkými objevy 19. století, v rámci lékařství, se proměnila systematická forma diskursu lékařské zkušenosti. Foucault se v knize Zrození kliniky věnuje právě tomuto a chce se pokusit o analýzu tohoto diskursu. V tomto období dochází k nástupu kliniky, která je novým průřezem mezi vnímatelným a viditelným. S objevením kliniky jako nové struktury se mění otázka „Co je vám?“, kterou se zahajoval rozhovor mezi lékařem a nemocným v 18. století, na otázku „Kde vás to bolí?“. V této nové otázce můžeme vidět celý princip diskursu kliniky a její hru. V této chvíli se mezi označujícím a označovaným mění vztahy na všech úrovních lékařského diskursu. 
Foucault se ve zrození kliniky obrací k jakési formě strukturalismu, snaží se zde nalézt nevyslovenou strukturu, která je základem praktik, diskursu nebo percepční zkušenosti. V této knize se také Foucault vzdaluje od svého dřívějšího zkoumání sociálních praktik. Kniha zrození kliniky je považována za Foucaultův extrémní příklon ke strukturalismu, přesto nebyl Foucault nikdy zcela strukturalistou. Nehledá totiž atemporální struktury, avšak tvrdí, že archeologie může odhalit hloubkové struktury, které jsou základem medicíny i jiných disciplín, které se zabývají studiem lidské bytosti. 
Foucaultovým záměrem v této knize je být historický a zároveň i kritický. Pojednává se zde o vývoji lékařského pozorování a jeho metodách pouze v průběhu necelého století. Historický podklad je zde tedy značně omezený. Toto období je ovšem podle Foucaulta důležité z toho důvodu, že je okamžikem, ve kterém bolest, nepřirozenost a smrt přichází na světlo a začíná se zkoumat. Lékaři přistupují k předmětu svého zkoumání s nezaujatým pohledem a kvůli němu samotnému. Podle Foucaulta se tedy v tomto období mění formy viditelnosti. Foucaultovi zde jde však pouze o oblast medicíny a o způsob, jakým se strukturovalo v průběhu několika let poznání nemocného jedince. Medicína je důležitá při vytváření věd o člověku. Zároveň medicína ukazuje člověku jeho konečnost, smrt je stále označována jako hranice, kterou si každý člověk nese v sobě.  Analýza pojmů a pátrání po jejich kořenech a podmínkách vzniku se neobjevuje pouze ve Zrození kliniky, ale i v dalším Foucaultově dílu, kterým jsou Dějiny šílenství.